# Eria clausa
Eria clausa är en orkidéart som beskrevs av George King och Robert Pantling. Eria clausa ingår i släktet Eria och familjen orkidéer. Inga underarter finns listade i Catalogue of Life.